# I liga czarnogórska w piłce siatkowej mężczyzn (2019/2020)
I liga czarnogórska w piłce siatkowej mężczyzn 2019/2020 (czarnog. Прва лига Црне Горе у одбојци за мушкарце 2019/2020, Prva liga Crne Gore u odbojci za muškarce 2019/2020) – 14. sezon walki o mistrzostwo Czarnogóry organizowany przez Czarnogórski Związek Piłki Siatkowej (czarnog. Odbojkaški savez Crne Gore, OSCG). Zainaugurowany został 19 października 2019 roku.
Do rozgrywek zgłosiło się pięć drużyn. Do I ligi powrócił klub Mornar Bar. Po raz ostatni klub ten w najwyższej klasie rozgrywkowej występował w sezonie 2012/2013.
Rozgrywki składały się z fazy zasadniczej i fazy play-off. 13 marca 2020 roku z powodu pandemii COVID-19 Czarnogórski Związek Piłki Siatkowej zawiesił na 15 dni wszystkie organizowane przez niego zawody. 30 marca decyzja ta została przedłużona do odwołania.
22 kwietnia 2020 roku Czarnogórski Związek Piłki Siatkowej zakończył rozgrywki I ligi, uznając za wiążące wyniki osiągnięte w fazie zasadniczej. Zgodnie z tym postanowieniem mistrzem Czarnogóry drugi raz z rzędu został klub Budva, drugie miejsce zajął klub Jedinstvo Franca Bijelo Polje, natomiast trzecie – Budućnost Bemax Podgorica.
W sezonie 2019/2020 w kwalifikacjach do Ligi Mistrzów Czarnogórę reprezentował klub Budva, natomiast w Pucharze Challenge – Budućnost Bemax Podgorica.

## System rozgrywek
W fazie zasadniczej 5 drużyn rozgrywa ze sobą spotkania systemem każdy z każdym – mecz u siebie i rewanż na wyjeździe. W każdej kolejce jedna drużyna pauzuje. Cztery najlepsze drużyny fazy zasadniczej uzyskują awans do fazy play-off. Faza play-off składa się z półfinałów i finałów. W obu rundach rywalizacja toczy się do trzech wygranych spotkań ze zmianą gospodarza po każdym meczu. Gospodarzem pierwszego meczu jest drużyna wyżej sklasyfikowana w fazie zasadniczej. Zwycięzca finałów zostaje mistrzem Czarnogóry.

## Drużyny uczestniczące
| | I liga czarnogórska 2019/2020 |   |    |
| --- | ----------------------------- | - | -- |
| BDV | Budva                         | 1 | LM |
| POD | Budućnost Bemax Podgorica     | 2 | Ch |
| JBP | Jedinstvo Franca Bijelo Polje | 3 |    |
| SUT | Sutjeska Nikšić               | 5 |    |
| | Nowi uczestnicy               |   |    |
| MOR | Mornar Bar                    |   |    |
| Oznaczenia: - kolumna pierwsza – skróty nazw drużyn wpisane na mapie (jeśli ta została zamieszczona), - kolumna trzecia – miejsce zajęte przez daną drużynę w poprzednim sezonie. |                               |   |    |

## Hale sportowe
| Klub                          | Hala sportowa | Miejscowość  | Pojemność |
| ----------------------------- | --- | ------------ | --------- |
| Budućnost Bemax Podgorica     | Hala sportowa przy Centrum Sportu i Kultury Uniwersytetu Czarnogóry (Sportska dvorana Sportskog i kulturnog centra Univerziteta Crne Gore) | Podgorica    | 770       |
| Jedinstvo Franca Bijelo Polje | Hala sportowa Nikoljac (Sportska dvorana Nikoljac)                                                                                         | Bijelo Polje | 2000      |
| Mornar Bar                    | Hala sportowa Topolica (Sportska dvorana Topolica)                                                                                         | Bar          | 2625      |
| Budva                         | Śródziemnomorskie Centrum Sportowe (Mediteranski Sportski Centar)                                                                          | Budva        | 1200      |
| Sutjeska Nikšić               | Centrum sportowe Nikšić (Sportski centar Nikšić)                                                                                           | Nikšić       | 3000      |

## Trenerzy
| Klub                          | Pierwszy trener    | Narodowość | Drugi trener       | Narodowość |
| ----------------------------- | ------------------ | ---------- | ------------------ | ---------- |
| Budućnost Bemax Podgorica     | Balša Radulović    | Czarnogóra | Miljan Bošković    | Czarnogóra |
| Jedinstvo Franca Bijelo Polje | Darko Prebiračević | Czarnogóra | Mladen Miladinović | Czarnogóra |
| Mornar Bar                    | Ivan Dobrković     | Czarnogóra | Mirko Radević      | Czarnogóra |
| Budva                         | Vladimir Vasović   | Serbia     | Miloš Marković     | Czarnogóra |
| Sutjeska Nikšić               | Miodrag Perošević  | Czarnogóra | —                  | —          |

## Faza zasadnicza

### Tabela wyników
| Gospodarz \ Gość1             | BDV | POD | JBP | SUT | MOR |
| ----------------------------- | --- | --- | --- | --- | --- |
| Budva                         | -   | 3:0 | 3:2 | 3:0 | 3:0 |
| Budućnost Bemax Podgorica     | 1:3 | -   | 1:3 | 3:0 | 3:0 |
| Jedinstvo Franca Bijelo Polje | 1:3 | 1:3 | -   | 3:0 | 3:0 |
| Sutjeska Nikšić               | 0:3 | 0:3 | 0:3 | -   | 0:3 |
| Mornar Bar                    | 0:3 | 0:3 | 0:3 | 3:1 | -   |

Źródło: Odbojka.me (czarnog.)
1 Drużyna gospodarzy jest wymieniona po lewej stronie tabeli.
Kolory:
  zwycięstwo gospodarzy 3:0 lub 3:1
  zwycięstwo gospodarzy 3:2
  zwycięstwo gości 3:0 lub 3:1
  zwycięstwo gości 3:2

### Terminarz i wyniki spotkań
| Data        | Godz. | Gospodarz                     | Rezultat                                | Gość                          | Widzów |
| ----------- | ----- | ----------------------------- | --------------------------------------- | ----------------------------- | ------ |
| 1. KOLEJKA  |       |                               |                                         |                               |        |
| 19.10.2019  | 18:00 | Budva                         | 3:0 (25:19, 25:18, 25:20)               | Budućnost Bemax Podgorica     | 200    |
| 20.10.2019  | 20:00 | Mornar Bar                    | 0:3 (16:25, 13:25, 23:25)               | Jedinstvo Franca Bijelo Polje | 100    |
| 2. KOLEJKA  |       |                               |                                         |                               |        |
| 27.10.2019  | 19:00 | Jedinstvo Franca Bijelo Polje | 1:3 (14:25, 18:25, 25:21, 16:25)        | Budva                         | 180    |
| 27.10.2019  | 19:00 | Sutjeska Nikšić               | 0:3 (16:25, 19:25, 21:25)               | Mornar Bar                    | 10     |
| 3. KOLEJKA  |       |                               |                                         |                               |        |
| 02.11.2019  | 20:00 | Budućnost Bemax Podgorica     | 1:3 (27:25, 24:26, 13:25, 17:25)        | Jedinstvo Franca Bijelo Polje | 150    |
| 04.12.2019  | 18:00 | Budva                         | 3:0 (25:16, 25:17, 25:13)               | Sutjeska Nikšić               | 100    |
| 4. KOLEJKA  |       |                               |                                         |                               |        |
| 08.11.2019  | 16:30 | Sutjeska Nikšić               | 0:3 (17:25, 13:25, 13:25)               | Budućnost Bemax Podgorica     | 20     |
| 10.11.2019  | 16:00 | Mornar Bar                    | 0:3 (14:25, 13:25, 17:25)               | Budva                         | 100    |
| 5. KOLEJKA  |       |                               |                                         |                               |        |
| 16.11.2019  | 19:00 | Jedinstvo Franca Bijelo Polje | 3:0 (25:21, 25:18, 25:18)               | Sutjeska Nikšić               | 80     |
| 19.11.2019  | 19:00 | Mornar Bar                    | 0:3 (19:25, 21:25, 17:25)               | Budućnost Bemax Podgorica     | 110    |
| 6. KOLEJKA  |       |                               |                                         |                               |        |
| 23.11.2019  | 18:00 | Jedinstvo Franca Bijelo Polje | 3:0 (25:10, 25:15, 25:15)               | Mornar Bar                    | 60     |
| 23.11.2019  | 19:00 | Budućnost Bemax Podgorica     | 1:3 (25:23, 18:25, 8:25, 21:25)         | Budva                         | 80     |
| 7. KOLEJKA  |       |                               |                                         |                               |        |
| 30.11.2019  | 18:00 | Budva                         | 3:2 (25:21, 20:25, 25:17, 22:25, 15:10) | Jedinstvo Franca Bijelo Polje | 200    |
| 01.12.2019  | 18:00 | Mornar Bar                    | 3:1 (25:23, 20:25, 25:16, 25:15)        | Sutjeska Nikšić               | 70     |
| 8. KOLEJKA  |       |                               |                                         |                               |        |
| 08.02.2020  | 19:00 | Sutjeska Nikšić               | 0:3 (22:25, 7:25, 21:25)                | Budva                         | 20     |
| 09.02.2020  | 19:00 | Jedinstvo Franca Bijelo Polje | 1:3 (22:25, 29:27, 20:25, 21:25)        | Budućnost Bemax Podgorica     | 100    |
| 9. KOLEJKA  |       |                               |                                         |                               |        |
| 13.02.2020  | 18:00 | Budućnost Bemax Podgorica     | 3:0 (26:24, 25:15, 25:14)               | Sutjeska Nikšić               | 100    |
| 15.02.2020  | 18:00 | Budva                         | 3:0 (25:13, 25:18, 25:19)               | Mornar Bar                    | 100    |
| 10. KOLEJKA |       |                               |                                         |                               |        |
| 21.02.2020  | 18:30 | Budućnost Bemax Podgorica     | 3:0 (25:14, 25:11, 25:10)               | Mornar Bar                    | 80     |
| 23.02.2020  | 19:00 | Sutjeska Nikšić               | 0:3 (14:25, 20:25, 13:25)               | Jedinstvo Franca Bijelo Polje | 30     |

### Tabela
| Lp. | Drużyna                       | Mecze | Mecze | Mecze | Pkt | Rodzaj wyniku | Rodzaj wyniku | Rodzaj wyniku | Rodzaj wyniku | Rodzaj wyniku | Rodzaj wyniku | Sety | Sety | Sety  | Małe punkty | Małe punkty | Małe punkty |
| Lp. | Drużyna                       | M     | W     | P     | Pkt | 3:0           | 3:1           | 3:2           | 2:3           | 1:3           | 0:3           | wyg. | prz. | stos. | zdob.       | str.        | stos.       |
| --- | ----------------------------- | ----- | ----- | ----- | --- | ------------- | ------------- | ------------- | ------------- | ------------- | ------------- | ---- | ---- | ----- | ----------- | ----------- | ----------- |
| 1 | Budva                         | 8     | 8     | 0     | 23  | 5             | 2             | 1             | 0             | 0             | 0             | 24   | 4    | 6.000 | 676         | 490         | 1.380       |
| 2 | Jedinstvo Franca Bijelo Polje | 8     | 5     | 3     | 16  | 4             | 1             | 0             | 1             | 2             | 0             | 19   | 10   | 1.900 | 664         | 582         | 1.141       |
| 3 | Budućnost Bemax Podgorica     | 8     | 5     | 3     | 15  | 4             | 1             | 0             | 0             | 2             | 1             | 17   | 10   | 1.700 | 613         | 554         | 1.106       |
| 4 | Mornar Bar                    | 8     | 2     | 6     | 6   | 1             | 1             | 0             | 0             | 0             | 6             | 6    | 19   | 0.316 | 448         | 585         | 0.766       |
| 5 | Sutjeska Nikšić               | 8     | 0     | 8     | 0   | 0             | 0             | 0             | 0             | 1             | 7             | 1    | 24   | 0.042 | 431         | 621         | 0.694       |
| Źródło: Odbojka.me (czarnog.) |                               |       |       |       |     |               |               |               |               |               |               |      |      |       |             |             |             |
| Zasady ustalania kolejności: 1. liczba wygranych spotkań; 2. liczba zdobytych punktów; 3. lepszy stosunek setów; 4. lepszy stosunek małych punktów. |                               |       |       |       |     |               |               |               |               |               |               |      |      |       |             |             |             |
| Punktacja: 3:0 i 3:1 - 3 pkt; 3:2 - 2 pkt; 2:3 - 1 pkt; 1:3 i 0:3 - 0 pkt                                                                           |                               |       |       |       |     |               |               |               |               |               |               |      |      |       |             |             |             |
| Legenda: półfinał fazy play-off |                               |       |       |       |     |               |               |               |               |               |               |      |      |       |             |             |             |

## Faza play-off

### Drabinka
|  |           |                               |           |           |           |           |           |   |   |        |        |        |        |        |        |        |
|  | Półfinały | Półfinały                     | Półfinały | Półfinały | Półfinały | Półfinały | Półfinały |   |   | Finały | Finały | Finały | Finały | Finały | Finały | Finały |
|  | Półfinały | Półfinały                     | Półfinały | Półfinały | Półfinały | Półfinały | Półfinały |   |   | Finały | Finały | Finały | Finały | Finały | Finały | Finały |
|  |           |                               |           |           |           |           |           |   |   |        |        |        |        |        |        |        |
|  |           |                               |           |           |           |           |           |   |   |        |        |        |        |        |        |        |
|  | 1         | Budva                         | 3         | 3         | –         |           |           |   |   |        |        |        |        |        |        |        |
|  | 1         | Budva                         | 3         | 3         | –         |           |           |   |   |        |        |        |        |        |        |        |
|  | 4         | Mornar Bar                    | 0         | 0         | –         |           |           |   |   |        |        |        |        |        |        |        |
|  | 4         | Mornar Bar                    | 0         | 0         | –         |           |           | — | — |        |        |        |        |        |        |        |
|  |           |                               |           |           |           |           |           | — | — |        |        |        |        |        |        |        |
|  |           |                               | —         | —         |           |           |           |   |   |        |        |        |        |        |        |        |
|  | 2         | Jedinstvo Franca Bijelo Polje | —         | —         | 2         | 0         | –         |   |   |        |        |        |        |        |        |        |
|  | 2         | Jedinstvo Franca Bijelo Polje |           |           | 2         | 0         | –         |   |   |        |        |        |        |        |        |        |
|  | 3         | Budućnost Bemax Podgorica     | 3         | 3         | –         |           |           |   |   |        |        |        |        |        |        |        |
|  | 3         | Budućnost Bemax Podgorica     | 3         | 3         | –         |           |           |   |   |        |        |        |        |        |        |        |
|  |           |                               |           |           |           |           |           |   |   |        |        |        |        |        |        |        |

### Półfinały
(do trzech zwycięstw)
| Data                          | Godz.                         | Gospodarz                     | Rezultat                                | Gość                             | Widzów                           |
| ----------------------------- | ----------------------------- | ----------------------------- | --------------------------------------- | -------------------------------- | -------------------------------- |
| Budva                         | Budva                         | Budva                         | 2 – 0                                   | Mornar Bar                       | Mornar Bar                       |
| 07.03.2020                    | 18:00                         | Budva                         | 3:0 (25:21, 25:15, 25:12)               | Mornar Bar                       | 100                              |
| 11.03.2020                    | 17:00                         | Mornar Bar                    | 0:3 (12:25, 7:25, 13:25)                | Budva                            | 0                                |
| 14.03.2020                    | —                             | Budva                         | mecz anulowany                          | Mornar Bar                       | —                                |
| Jedinstvo Franca Bijelo Polje | Jedinstvo Franca Bijelo Polje | Jedinstvo Franca Bijelo Polje | 2 – 0                                   | Budućnost volley Bemax Podgorica | Budućnost volley Bemax Podgorica |
| 08.03.2020                    | 19:00                         | Jedinstvo Franca Bijelo Polje | 2:3 (23:25, 25:16, 25:20, 19:25, 15:17) | Budućnost Bemax Podgorica        | 150                              |
| 12.03.2020                    | 20:00                         | Budućnost Bemax Podgorica     | 3:0 (25:14, 25:20, 25:14)               | Jedinstvo Franca Bijelo Polje    | 0                                |
| 15.03.2020                    | —                             | Jedinstvo Franca Bijelo Polje | mecz anulowany                          | Budućnost Bemax Podgorica        | —                                |

### Finały
Finały miały być grane do trzech wygranych spotkań. Ze względu na szerzenie się zakażeń wirusem SARS-CoV-2 rozgrywki zostały przerwane po drugiej kolejce półfinałów. Czarnogórski Związek Piłki Siatkowej zdecydował, że dalsza część fazy play-off nie będzie rozgrywana, a za wiążące uznał wyniki fazy zasadniczej.

## Klasyfikacja końcowa
| Lp. | Drużyna                       |
| --- | ----------------------------- |
| 1.  | Budva                         |
| 2.  | Jedinstvo Franca Bijelo Polje |
| 3.  | Budućnost Bemax Podgorica     |
| 4.  | Mornar Bar                    |
| 5.  | Sutjeska Nikšić               |

     Liga Mistrzów 2020/2021
     Puchar Challenge 2020/2021

## Statystyki

### Sety, małe punkty i liczba widzów
| Kolejka/ Runda      | Mecze           | Sety (średnio na mecz) | Sety (średnio na mecz) | Małe punkty (średnio na set) | Małe punkty (średnio na set) | Liczba widzów (średnio na mecz) | Liczba widzów (średnio na mecz) | Kolejka         | Mecze | Sety (średnio na mecz) | Sety (średnio na mecz) | Małe punkty (średnio na set) | Małe punkty (średnio na set) | Liczba widzów (średnio na mecz) | Liczba widzów (średnio na mecz) |
| ------------------- | --------------- | ---------------------- | ---------------------- | ---------------------------- | ---------------------------- | ------------------------------- | ------------------------------- | --------------- | ----- | ---------------------- | ---------------------- | ---------------------------- | ---------------------------- | ------------------------------- | ------------------------------- |
| Faza zasadnicza     |                 |                        |                        |                              |                              |                                 |                                 |                 |       |                        |                        |                              |                              |                                 |                                 |
| 1                   | 2               | 6                      | 3,00                   | 259                          | 43,17                        | 300                             | 150                             | 6               | 2     | 7                      | 3,50                   | 285                          | 40,71                        | 140                             | 70                              |
| 2                   | 2               | 7                      | 3,50                   | 300                          | 42,86                        | 190                             | 95                              | 7               | 2     | 9                      | 4,50                   | 379                          | 42,11                        | 270                             | 135                             |
| 3                   | 2               | 7                      | 3,50                   | 303                          | 43,29                        | 250                             | 125                             | 8               | 2     | 7                      | 3,50                   | 319                          | 45,57                        | 120                             | 60                              |
| 4                   | 2               | 6                      | 3,00                   | 237                          | 39,50                        | 120                             | 60                              | 9               | 2     | 6                      | 3,00                   | 254                          | 42,33                        | 200                             | 100                             |
| 5                   | 2               | 6                      | 3,00                   | 264                          | 44,00                        | 190                             | 95                              | 10              | 2     | 6                      | 3,00                   | 232                          | 38,67                        | 110                             | 55                              |
| Faza play-off       |                 |                        |                        |                              |                              |                                 |                                 |                 |       |                        |                        |                              |                              |                                 |                                 |
| Półfinały           | 4               | 14                     | 3,50                   | 563                          | 40,21                        | 250                             | 63                              | Finały          | —     | —                      | —                      | —                            | —                            | —                               | —                               |
| Podsumowanie sezonu |                 |                        |                        |                              |                              |                                 |                                 |                 |       |                        |                        |                              |                              |                                 |                                 |
| Faza zasadnicza     | Faza zasadnicza | Faza zasadnicza        | Faza zasadnicza        | Faza zasadnicza              | Faza zasadnicza              | Faza zasadnicza                 | Faza zasadnicza                 | Faza zasadnicza | 20    | 67                     | 3,35                   | 2832                         | 42,27                        | 1890                            | 95                              |
| Faza play-off       | Faza play-off   | Faza play-off          | Faza play-off          | Faza play-off                | Faza play-off                | Faza play-off                   | Faza play-off                   | Faza play-off   | 4     | 14                     | 3,50                   | 563                          | 40,21                        | 250                             | 63                              |
| Razem               | Razem           | Razem                  | Razem                  | Razem                        | Razem                        | Razem                           | Razem                           | Razem           | 24    | 81                     | 3,38                   | 3395                         | 41,91                        | 2140                            | 89                              |

### Najlepsi zawodnicy (MVP)
| Kolejka                    | Najlepszy zawodnik (MVP) | Klub                          |        |
| -------------------------- | ------------------------ | ----------------------------- | ------ |
| Faza zasadnicza            |                          |                               |        |
| 1                          | Henry Tapia              | Budva                         | [ 5 ]  |
| 2                          | Blažo Milić              | Budva                         | [ 6 ]  |
| 3                          | Aleksandar Minić         | Jedinstvo Franca Bijelo Polje | [ 7 ]  |
| 4                          | Đorđe Jovović            | Budućnost Bemax Podgorica     | [ 8 ]  |
| 5                          | Samed Prušević           | Jedinstvo Franca Bijelo Polje | [ 9 ]  |
| 6                          | Henry Tapia              | Budva                         | [ 10 ] |
| 7                          | Aleksandar Minić         | Jedinstvo Franca Bijelo Polje | [ 11 ] |
| 8                          | Nemanja Peruničić        | Budućnost Bemax Podgorica     | [ 12 ] |
| 9                          | Aleksandr Złobin         | Budva                         | [ 13 ] |
| 10                         | Samed Prušević           | Jedinstvo Franca Bijelo Polje | [ 14 ] |
| Faza play-off – półflinały |                          |                               |        |
| 1                          | Samed Prušević           | Jedinstvo Franca Bijelo Polje | [ 15 ] |
| 2                          | Aleksandr Złobin         | Budva                         | [ 16 ] |

### Ranking najlepiej punktujących zawodników
| Rk | Zawodnik                                       | M  | S  | Pkt |    | Rk                                               | Zawodnik | M  | S   | Pkt  | Pkt/S |
| -- | ---------------------------------------------- | -- | -- | --- | -- | ------------------------------------------------ | -------- | -- | --- | ---- | ----- |
| 1  | Aleksandr Złobin (Budva)                       | 9  | 24 | 107 | 1  | Henry Tapia (Budva)                              | 5        | 15 | 72  | 4,80 |       |
| 2  | Nemanja Peruničić (Budućnost Bemax Podgorica)  | 9  | 27 | 97  | 2  | Aleksandar Minić (Jedinstvo Franca Bijelo Polje) | 4        | 14 | 67  | 4,79 |       |
| 3  | Spasoje Caković (Mornar Bar)                   | 6  | 19 | 90  | 3  | Spasoje Caković (Mornar Bar)                     | 6        | 19 | 90  | 4,74 |       |
| 4  | Samed Prušević (Jedinstvo Franca Bijelo Polje) | 10 | 30 | 90  | 4  | Aleksandr Złobin (Budva)                         | 9        | 24 | 107 | 4,46 |       |
| 5  | Stefan Radević (Jedinstvo Franca Bijelo Polje) | 10 | 35 | 87  | 5  | Marko Bojić (Budva)                              | 2        | 3  | 13  | 4,33 |       |
| 6  | Milutin Pavićević (Budućnost Bemax Podgorica)  | 7  | 21 | 85  | 6  | Milutin Pavićević (Budućnost Bemax Podgorica)    | 7        | 21 | 85  | 4,05 |       |
| 7  | Luka Kostić (Budućnost Bemax Podgorica)        | 8  | 23 | 78  | 7  | Nenad Ćosić (Jedinstvo Franca Bijelo Polje)      | 5        | 19 | 74  | 3,89 |       |
| 8  | Milivoje Ćorić (Jedinstvo Franca Bijelo Polje) | 9  | 33 | 78  | 8  | Nemanja Peruničić (Budućnost Bemax Podgorica)    | 9        | 27 | 97  | 3,59 |       |
| 9  | Nenad Ćosić (Jedinstvo Franca Bijelo Polje)    | 5  | 19 | 74  | 9  | Luka Kostić (Budućnost Bemax Podgorica)          | 8        | 23 | 78  | 3,39 |       |
| 10 | Henry Tapia (Budva)                            | 5  | 15 | 72  | 10 | Samed Prušević (Jedinstvo Franca Bijelo Polje)   | 10       | 30 | 90  | 3,00 |       |

## Składy drużyn
| Budućnost Bemax Podgorica | Budućnost Bemax Podgorica | Budućnost Bemax Podgorica | Budućnost Bemax Podgorica | Budućnost Bemax Podgorica |
| Nr                        | Imię i nazwisko           | Data ur.                  | Wzrost                    | Pozycja                   |
| ------------------------- | ------------------------- | ------------------------- | ------------------------- | ------------------------- |
| 1                         | Danilo Dubak              | 04.10.2002                | 185                       | rozgrywający              |
| 2                         | Feđa Čičić                | 24.07.2003                | 190                       | przyjmujący               |
| 3                         | Vladimir Popović          | 22.05.2001                | 200                       | przyjmujący               |
| 5                         | Nemanja Peruničić         | 09.02.2001                | 198                       | przyjmujący               |
| 6                         | Nikola Radović            | 13.10.2000                | 197                       | przyjmujący/libero        |
| 7                         | Relja Nikčević            | 06.12.2003                | 184                       | rozgrywający              |
| 8                         | Ognjen Perunović          | 09.03.2003                | 196                       | atakujący                 |
| 9                         | Benjamin Hadžisalihović   | 15.08.2000                | 199                       | przyjmujący               |
| 11                        | Petar Lečić               | 25.08.2001                | 196                       | środkowy                  |
| 12                        | Branko Stanojević         | 21.04.2002                | 181                       | libero                    |
| 12                        | Ivan Vlahović             | 08.01.1999                | 190                       | libero                    |
| 13                        | Miodrag Jelić             | 16.04.1999                | 199                       | środkowy                  |
| 14                        | Matija Ćinćur             | 09.11.2003                | 197                       | środkowy                  |
| 15                        | Đorđe Jovović             | 15.10.2001                | 194                       | atakujący                 |
| 16                        | Bojan Radović             | 07.09.1992                | 205                       | środkowy                  |
| 17                        | Luka Kostić               | 12.10.2001                | 193                       | przyjmujący               |
| 18                        | Milutin Pavićević         | 14.12.1999                | 200                       | atakujący                 |
| 19                        | Andrija Miranović         | 03.02.2004                |                           | przyjmujący               |
| Trenerzy                  |                           |                           |                           |                           |
|                           | Balša Radulović           | Trener                    | Trener                    | Trener                    |
|                           | Miljan Bošković           | Asystent trenera          | Asystent trenera          | Asystent trenera          |

| Jedinstvo Franca Bijelo Polje | Jedinstvo Franca Bijelo Polje    | Jedinstvo Franca Bijelo Polje | Jedinstvo Franca Bijelo Polje | Jedinstvo Franca Bijelo Polje |
| Nr                            | Imię i nazwisko                  | Data ur.                      | Wzrost                        | Pozycja                       |
| ----------------------------- | -------------------------------- | ----------------------------- | ----------------------------- | ----------------------------- |
| 1                             | Veselin Šćekić (od 06.02.2020)   |                               |                               |                               |
| 2                             | Stefan Savić                     | 10.11.1996                    | 182                           | libero                        |
| 3                             | Stefan Femic                     |                               |                               |                               |
| 4                             | Nihad Dizdarević                 | 06.09.1997                    | 190                           | przyjmujący/libero            |
| 5                             | Damir Banda                      |                               |                               |                               |
| 5                             | Nemanja Ćinćur                   |                               |                               |                               |
| 6                             | Stefan Radević                   | 11.06.2000                    | 190                           | przyjmujący                   |
| 7                             | Bogdan Šćekić                    |                               |                               |                               |
| 8                             | Balša Bulatović                  | 24.03.1997                    | 197                           | środkowy                      |
| 9                             | Vladan Rudić                     | 31.07.1988                    | 193                           | przyjmujący                   |
| 10                            | Luka Bulatović                   | 17.08.1997                    | 210                           | atakujący                     |
| 11                            | Predrag Bićanin                  | 11.03.1988                    | 190                           | rozgrywający                  |
| 13                            | Samed Prušević                   | 04.08.1999                    | 196                           | przyjmujący/atakujący         |
| 15                            | Milan Rovčanin                   | 2003                          | 175                           | libero                        |
| 16                            | Milivoje Ćorić                   | 14.05.1998                    | 206                           | środkowy                      |
| Odeszli w trakcie sezonu      |                                  |                               |                               |                               |
| 1                             | Aleksandar Minić (do 06.02.2020) | 09.11.1986                    | 205                           | atakujący                     |
| 3                             | Petar Koković (do 06.02.2020)    | 17.06.1995                    | 192                           | rozgrywający                  |
| 14                            | Nenad Ćosić (do 06.02.2020)      | 05.11.1990                    | 199                           | przyjmujący                   |
| Trenerzy                      |                                  |                               |                               |                               |
|                               | Darko Prebiračević               | Trener                        | Trener                        | Trener                        |
|                               | Mladen Miladinović               | Asystent trenera              | Asystent trenera              | Asystent trenera              |

| Mornar Bar | Mornar Bar       | Mornar Bar       | Mornar Bar       | Mornar Bar            |
| Nr         | Imię i nazwisko  | Data ur.         | Wzrost           | Pozycja               |
| ---------- | ---------------- | ---------------- | ---------------- | --------------------- |
| 1          | Haris Šabović    | 15.08.1995       |                  | przyjmujący           |
| 2          | Čedo Grabovica   |                  |                  | przyjmujący           |
| 3          | Stefan Pekić     | 19.05.2000       | 193              | przyjmujący/atakujący |
| 4          | Emil Dibra       | 20.04.1989       | 195              | atakujący             |
| 5          | Dušan Marović    | 15.09.1993       | 184              | przyjmujący/libero    |
| 6          | Đorđe Vujisić    | 08.02.1995       |                  | libero                |
| 7          | Mladen Garović   | 14.09.1994       |                  | przyjmujący           |
| 8          | Stefan Bugarin   | 02.08.1990       | 192              | przyjmujący           |
| 9          | Blažo Dobrković  | 19.01.1987       |                  | rozgrywający          |
| 10         | Spasoje Caković  | 05.06.1997       | 197              | atakujący             |
| 11         | Zdravko Gojković | 31.01.1993       | 191              | środkowy              |
| 12         | Nebojša Grabež   | 29.04.1981       | 207              | środkowy              |
| 13         | Duško Sekulić    | 02.03.2000       | 185              | rozgrywający          |
| 14         | Marko Rondović   | 01.11.2000       | 200              | środkowy              |
| 15         | Tomo Pekić       | 08.11.1990       | 200              | środkowy              |
| Trenerzy   |                  |                  |                  |                       |
|            | Ivan Dobrković   | Trener           | Trener           | Trener                |
|            | Mirko Radević    | Asystent trenera | Asystent trenera | Asystent trenera      |

| Budva                    | Budva                       | Budva            | Budva            | Budva            |
| Nr                       | Imię i nazwisko             | Data ur.         | Wzrost           | Pozycja          |
| ------------------------ | --------------------------- | ---------------- | ---------------- | ---------------- |
| 1                        | Henry Tapia                 | 01.03.1992       | 198              | atakujący        |
| 3                        | Dalibor Lečić               | 27.08.1999       | 195              | środkowy         |
| 5                        | Nikola Radonić              | 30.07.1994       | 190              | rozgrywający     |
| 6                        | Filip Jevtović              | 06.06.1993       | 189              | libero           |
| 7                        | Byron Ferguson              | 28.11.1988       | 201              | środkowy         |
| 8                        | Asmir Hukičević             | 16.03.1993       | 193              | przyjmujący      |
| 9                        | Włado Miłew                 | 09.05.1987       | 195              | przyjmujący      |
| 11                       | Wessel Keemink              | 29.05.1993       | 197              | rozgrywający     |
| 13                       | Blažo Milić                 | 22.11.1987       | 210              | środkowy         |
| 14                       | Ljubomir Popović            | 14.11.1988       | 182              | libero           |
| 15                       | Vladimir Bojić              | 07.04.1990       | 195              | przyjmujący      |
| 17                       | Aleksandr Złobin            | 23.09.1999       | 200              | atakujący        |
| 18                       | Maksim Michajłow            | 19.03.1999       | 201              | przyjmujący      |
| Odeszli w trakcie sezonu |                             |                  |                  |                  |
| 2                        | Marko Bojić (do 08.12.2019) | 13.11.1988       | 201              | przyjmujący      |
| Trenerzy                 |                             |                  |                  |                  |
|                          | Vladimir Vasović            | Trener           | Trener           | Trener           |
|                          | Miloš Marković              | Asystent trenera | Asystent trenera | Asystent trenera |

| Sutjeska Nikšić | Sutjeska Nikšić      | Sutjeska Nikšić | Sutjeska Nikšić | Sutjeska Nikšić       |
| Nr              | Imię i nazwisko      | Data ur.        | Wzrost          | Pozycja               |
| --------------- | -------------------- | --------------- | --------------- | --------------------- |
| 1               | Nikola Nikčević      |                 |                 | środkowy              |
| 2               | Nikola Taušan        | 18.07.2001      | 197             | przyjmujący/atakujący |
| 3               | Dragan Stojanović    | 13.03.2002      | 176             | przyjmujący/libero    |
| 4               | Darko Radulović      | 20.06.2002      |                 | środkowy/atakujący    |
| 5               | Rade Lukovac         | 29.01.2002      |                 | środkowy              |
| 6               | Milutin Batrićević   |                 |                 | przyjmujący/libero    |
| 8               | Aleksandar Marojević | 18.10.1988      | 190             | rozgrywający          |
| 9               | Vladan Stojanović    | 30.01.1999      | 196             | przyjmujący           |
| 10              | Niko Perošević       | 18.04.2000      | 190             | środkowy              |
| 11              | Aleksandar Bojić     | 19.07.1989      | 202             | rozgrywający          |
| 12              | Nikola Popović       |                 |                 | przyjmujący/libero    |
| 13              | Igor Perović         | 27.03.2002      |                 | przyjmujący/libero    |
| Trenerzy        |                      |                 |                 |                       |
|                 | Miodrag Perošević    | Trener          | Trener          | Trener                |